# Ембрионални развој ока
Ембрионални развој ока, је фетусни период развоја очију који почиње од треће недеље по фертилизацији и траје до рођења. Људска трудноћа по правилу траје око 38 недеља, рачунајући при том период од тренутка оплодње, односно зачећа, до рођења. Првих осам недеља након оплодње људско биће које се формира у утроби мајке, назива се ембрион (што значи „изнутра растуће“). У том периоду, који се назива и ембрионални период, долази до формирања највећег дела органских система људског организма. Са отприлике 17 дана, епибласт ембриона је већ створио три специфична ткива, или језгрине овојнице, које се зову ектодерм, ендодерм, и мезодерм. Из мезодерма се формира срце, крвне ћелије, бубреге, кости, хрскавичаво ткиво, мишићи и друге структуре..

## Порекло очију
За разлику од бескичмењака код којих очи постају путем диференцирања кожног епитела, код куичмењака оне се развијају непосредно из централног нервног система, у облику евагинације зида нервне цијеви. За питање постанка очију кичмењака, од значаја је чињеница да се примитивни оптички чулни апарат амфиоксуса налази смештен у зиду саме нервне цеви.
Ембрионални развој ока уско је везан за развој нервног система, чија је прва основа неурална плоча (задебљање ектодерма са дорзалне (задње) стране заметног штита), која настаје у време када долази до стварања неуралне (медуларне) цеви у централном делу неуралне плоче.
Пре затварања неуралне цеви у њеном предњем и задњем делу стварају се, напред и са латералне (спољашње) стране две симетрична парна очна мехура, чија спољна површина долази у директан контакт са спољним ектодермом.

### Развој ока
У трећој седмици емброналног развоја, у време када се централни нервни систем сасвим затворио и одвојио од амнијонског простораиздвајање ових очних мехурића који се налазе се на вентролатералној страни предњег мозга (међумозга и великог мозга) очни мехурићи се издвајају као избочине са сваке стране предњег дела мозга. Од њих се крајем четврте недеље развоја стварају напред са спољне стране два очна мехурића (лат. vesiculae opticae), које остају у вези са шупљинама средњег мозга.
Кад очни мехурићи доспеју до површинског ектодерма, у њему се индукује формирање очног сочива, епител рожњаче, вежњаче и сузне жлезде, епител капка и његових делова (трепавице, Мејбомове Молове и Цајсове жлезде) и епител одводних сузних путева.
Потом се очни мехур удубљује и настаје пигментни и нервни слој мрежњаче, а удубљује се и лежиште сочива и обликује мехур сочива. Од неуралног ектодерма развијс др ретина са њеним пигментним епителом, оба епителне слоја цилијарног тела, пигментни епител дужице, нервни неуроглијални елементи видног живца.
Сви остали делови ока су мезодермалног порекла. На месту контакта спољњег неуралног ектодерма долази до задебљања спољњег ектодерма, које формира сочивну плочу. Истовремено пролиферишу на месту додира оба ектодерма ћелије неуралног ектодерма и постављају се у више слојева назначујући будућу сензорну ретину. Тада долази до формирања очног пехара и феталне очне пукотине. Кроз тако насталу пукотину на доњој страни очног мехурића (фетална очна пукотина) у око улази хијалоидна артерија (касније централна артерија мрежњаче) и излазе нервна влакна мрежњаче на свом путу до видног подручја мозга.
У току трећег месеца предња ивица очног пехара расте и ствара основу за развој примитивног цилијарног тела, а из његовог предњег дела ствара се основа за шареницу (дужицу), а у четвртом месецу настаје њен сфинктер.

### Развој осталих делова ока
Од примитивног мезодермалног недиференцираног ткива развијају се остали делови ока, а од једног слоја овог мезодерма диференцира се касније ендотел и строма мрежњаче.
Из мезодерма у првом месецу настају крвни судови ока. Један део ових судова потпуно атрофише, док ће други део крвних судова створити судовну мембрану.
Мезодермално ткиво око задњег дела очног лежишта диференцира се у очне мишиће, а око екстраокуларне васкуларне мреже ствара се основа за примитивну склеру.
Између очног лежишта и примитивне склере настаје строма за хориоидеја, цилијарно тело и цилијарни мишић.
Стакласто тело настаје кутикуларним бујањем и излучивањем из унутрашњег листа очне јабучице, а капсула ока се формира кутикуларним лучењем епитела сочива.

## Наставка ембрионалног развоја ока по рођењу
И по рођењу детета развој ока још није окончан. Око новорођенчета се разликује од ока одраслог човека по томе што је рожњача већа и тања. Вежњача је танка и нема аденоидног ткива. Предња комора је нешто плића. Зеница је уска, ретина није потпуно диференцирана, и видни живац је тањи. Макула (жута мрља) није потпуно развијена и налази се латерално од оптичке осовине ока, док је дужица сивоплавчасте боје.
Развој и раст ока наставља се и после рођења, али око се по величини и тежини повећа само 1,8 пута, док истовремено читаво тело порасте 21 пут, а централни нервни систем 3,5 пута.
Животна доб од 5. до 8. године може се рећи да је временски период у коме се коначно завршва развој ока.